# کوئینسی (فلوریدا)
کوئینسی (به انگلیسی: Quincy) شهری در شهرستان گدسن ایالت فلوریدا است که در سال ۱۸۲۸ بنیان‌گذاری شده‌است. این شهر طبق سرشماری سال ۲۰۱۰ میلادی، ۷٬۰۹۸ نفر جمعیت داشته و مساحت آن نیز ۱۹٫۷ کیلومتر مربع است.